# Herói do Trabalho da Federação da Rússia
Herói do Trabalho da Federação da Rússia (em russo: Герой Труда Российской Федерации, tr. Geroy Truda Rossiyskoy Federatsii) é a mais alta distinção por méritos excepcionais no trabalho em prol do Estado e do povo russo, sendo uma condecoração oficial da Federação da Rússia. O título é concedido a cidadãos russos que alcançaram resultados notáveis em atividades estatais, sociais e econômicas voltadas para o bem-estar e prosperidade da Rússia.
Os agraciados recebem uma medalha de ouro especial – a Medalha "Herói do Trabalho da Federação da Rússia" – e um certificado que oficializa a concessão do título.
O título de Herói do Trabalho da Federação da Rússia é a segunda maior honraria do país, ficando atrás apenas do título de Herói da Federação da Rússia. Caso uma pessoa receba ambos os títulos, um busto de bronze com a devida inscrição é erguido em sua terra natal por decreto presidencial. Até o momento, o único a receber ambas as distinções foi o tenente-general Igor Kirillov.

## História

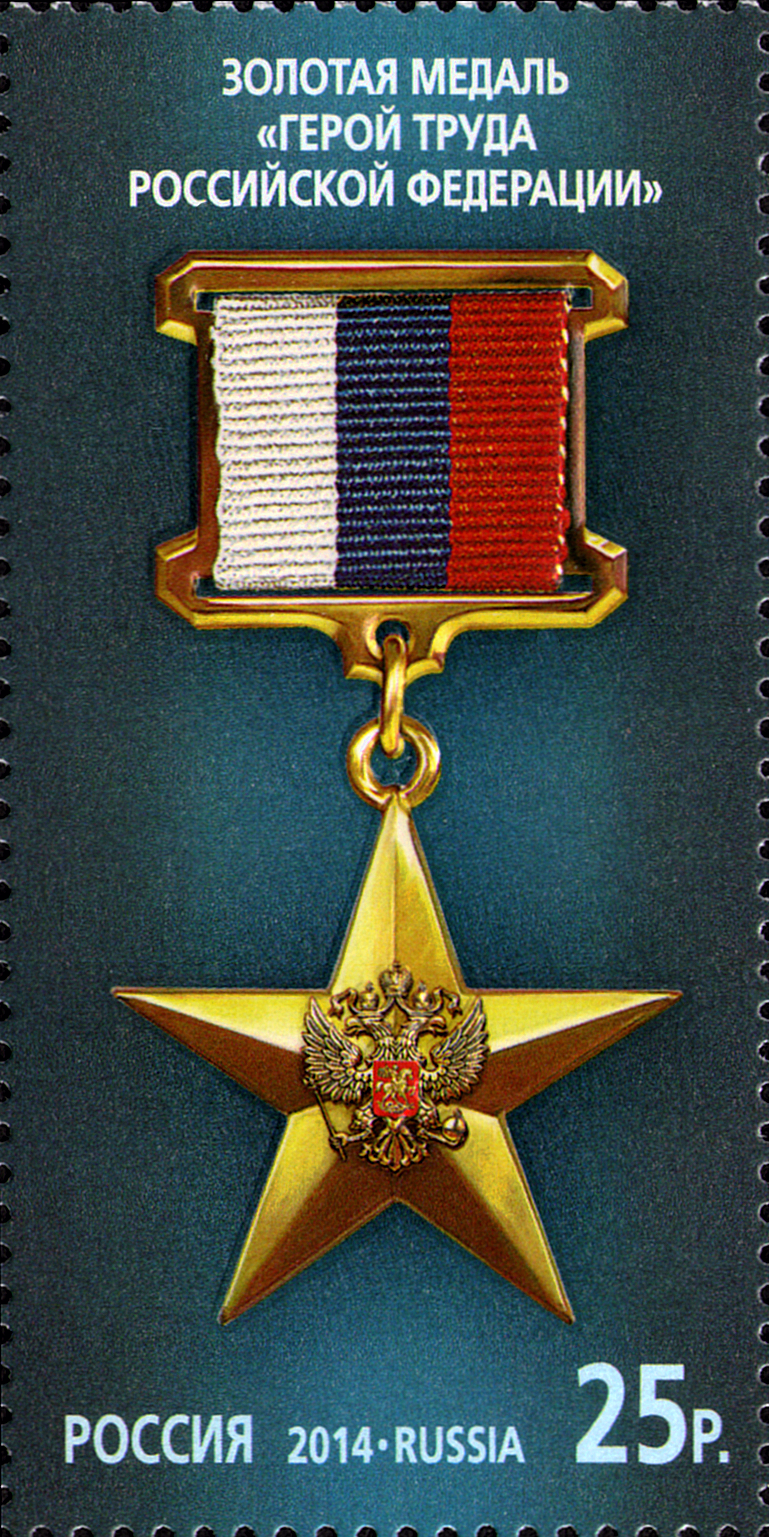

Em agosto de 2012, durante uma conferência do movimento inter-regional "Em Defesa do Trabalhador!" em Tiumen, foi enviado um apelo ao presidente da Rússia, Vladimir Putin, solicitando a criação do título "Herói do Trabalho". Em dezembro do mesmo ano, durante um encontro com seus representantes de confiança, entre eles o líder do movimento e representante presidencial no Distrito Federal dos Urais, Igor Holmanskikh, Putin anunciou que o título seria restabelecido.
O título de Herói do Trabalho da Federação da Rússia foi oficialmente instituído pelo presidente Vladimir Putin em 29 de março de 2013, por meio do Decreto n.º 294 "Sobre o Estabelecimento do Título de Herói do Trabalho da Federação da Rússia".
O decreto definiu o regulamento do título, a descrição da Medalha de Ouro "Herói do Trabalho da Federação da Rússia", seu design, além do modelo do certificado e do documento oficial concedido aos agraciados.
Está em tramitação um projeto de lei que prevê que os Heróis do Trabalho da Federação da Rússia recebam os mesmos benefícios materiais concedidos aos Heróis do Trabalho Socialista.
Segundo o presidente Vladimir Putin, as condecorações serão anuais e ocorrerão no Dia da Primavera e do Trabalho. 
A partir de 2023, os Heróis do Trabalho da Federação da Rússia passaram a receber um pagamento mensal de 61.566,28 rublos. 

## Regulamento
- O título de Herói do Trabalho da Federação da Rússia é a mais alta distinção concedida por méritos excepcionais no trabalho em prol do Estado e do povo.
- O título é atribuído a cidadãos russos que alcançaram resultados notáveis em atividades estatais, sociais e econômicas, contribuindo significativamente para o desenvolvimento do país. Isso inclui avanços na indústria, agricultura, transporte, construção civil, ciência, cultura, educação, saúde e outras áreas.
- Geralmente, o título é concedido a pessoas cujas realizações já foram reconhecidas anteriormente com outras condecorações do Estado russo.
- Os agraciados recebem:
  - Medalha de Ouro "Herói do Trabalho da Federação da Rússia", uma insígnia de distinção especial;;
  - Certificado oficial que confirma a concessão do título.
- A medalha deve ser usada no lado esquerdo do peito, acima de outras condecorações da Rússia e da União Soviética, e posicionada logo após a Medalha "Estrela Dourada" do Herói da Federação da Rússia.

## Descrição
- A Medalha de Ouro "Herói do Trabalho da Federação da Rússia" tem o formato de uma estrela com cinco pontas lisas e facetadas na parte frontal. Cada ponta da estrela mede 15 mm de comprimento. No centro, há um relevo com o brasão de armas da Federação da Rússia.
- No verso da medalha, está gravida horizontalmente a inscrição em relevo: "Herói do Trabalho da Federação da Rússia". Abaixo da inscrição, encontra-se o número de série da medalha. A medalha é fixada a um suporte retangular de 15 mm de altura por 19,5 mm de largura, com molduras douradas na parte superior e inferior. Esse suporte é revestido por uma fita de seda moiré com as cores da bandeira nacional da Rússia. No verso do suporte, há um pino rosqueado com uma porca para fixação na roupa.
- A medalha é feita de ouro e pesa 15,25 gramas.[3] [9]

## Premiados

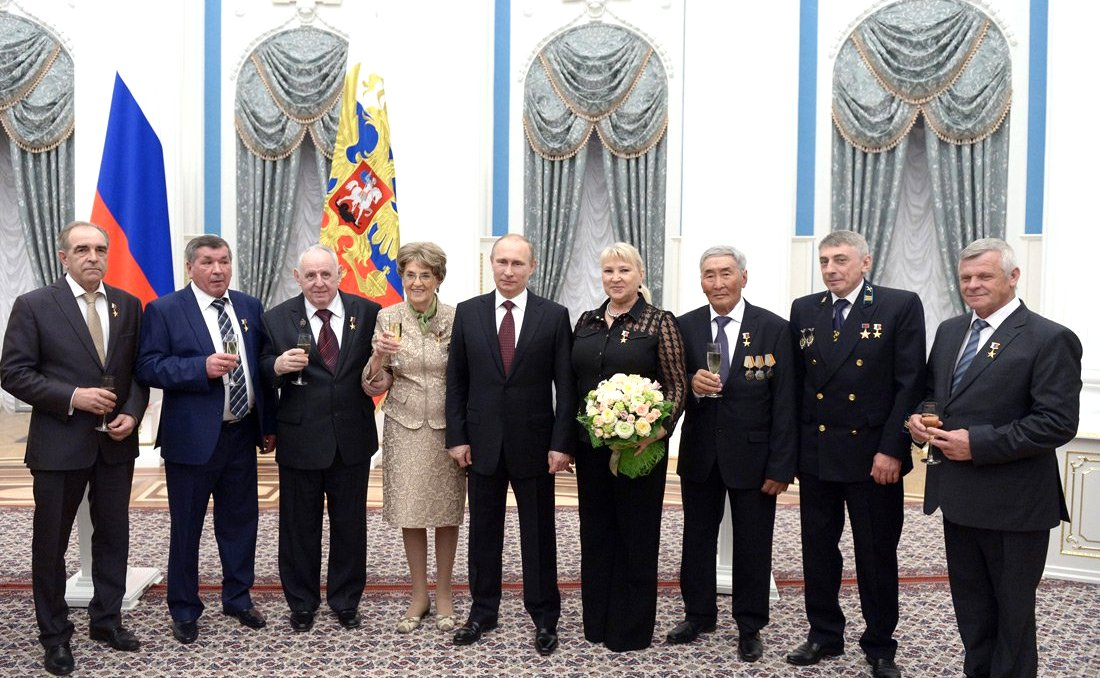
Moscou, Kremlin. Foto coletiva de oito dos dez agraciados com o título de Herói do Trabalho da Federação da Rússia entre 2013 e 2014, junto ao presidente da Rússia, Vladimir Putin, durante a cerimônia de premiação em 1º de maio de 2014.Da esquerda para a direita: Konstantin Chumanov, Ivan Aidullin, Yuri Lepyokhin, Alisa Aksyonova, presidente da Rússia Vladimir Putin, Tatyana Pokrovskaya, Mikhail Gotovtsev, Vladimir Melnik, Yuri Konnov.

No total, até março de 2025, são conhecidos 110 premiados. 

### Heróis do Trabalho da Rússia, premiados com outros títulos mais altos, bem como os títulos mais altos de outros estados
- O chefe das Tropas de Defesa Radiológica, Química e Biológica das Forças Armadas da Federação da Rússia (abril de 2017 – 17 de dezembro de 2024), Igor Anatolyevich Kirillov, é o único condecorado com ambos os títulos de Herói da Federação da Rússia (2024, postumamente) e Herói do Trabalho da Federação da Rússia (2021).
- O acadêmico Evgeny Velikhov, o projetista de tecnologia de foguetes e aeroespacial Herbert Efremov [11] e a compositora Alexandra Pakhmutova foram agraciados tanto com o título de Herói do Trabalho da Federação da Rússia quanto com o de Herói do Trabalho Socialista.
- O estadista soviético e russo Nikolai Ryzhkov recebeu o título de Herói do Trabalho da Federação da Rússia e também o de Herói Nacional da Armênia.
- O cantor e político Iosif Kobzon foi condecorado como Herói do Trabalho da Federação da Rússia e Herói da República Popular de Donetsk.
- Os criadores de gado Mikhail Gotovtsev e Viktor Mikhailov receberam o título de Herói do Trabalho da Federação da Rússia e são cavaleiros completos da Ordem da Glória do Trabalho, possuindo as condecorações de 1º, 2º e 3º grau.

## Galeria

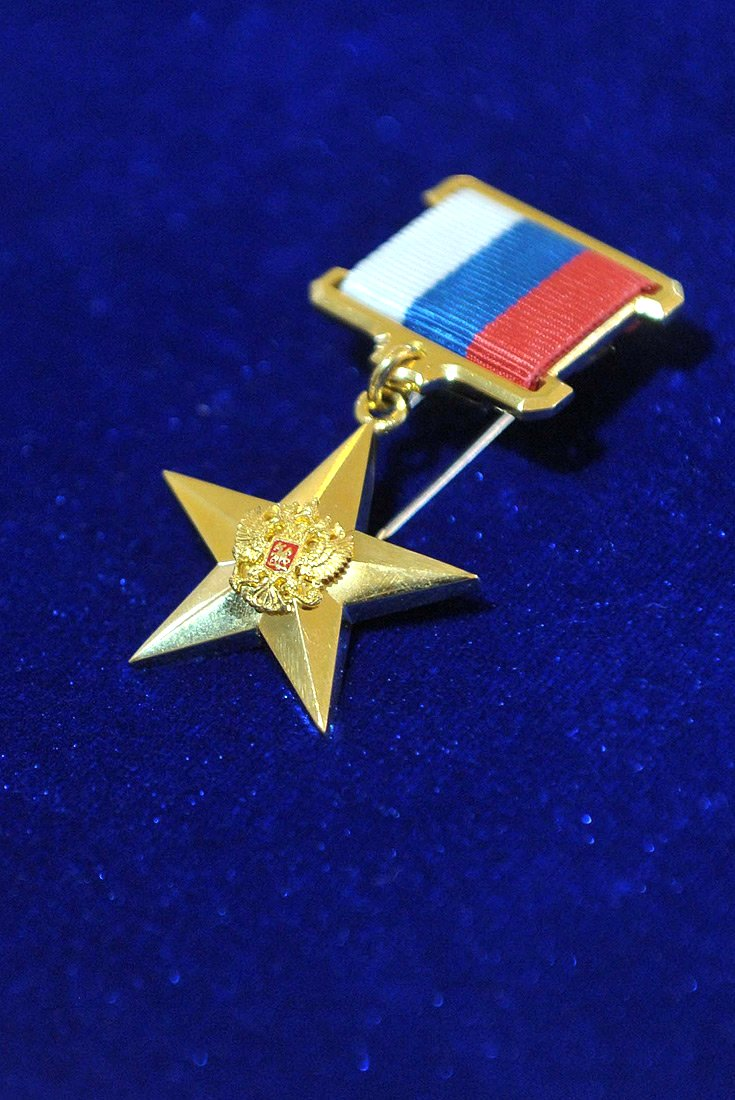
Medalha de Ouro "Herói do Trabalho da Federação da Rússia"
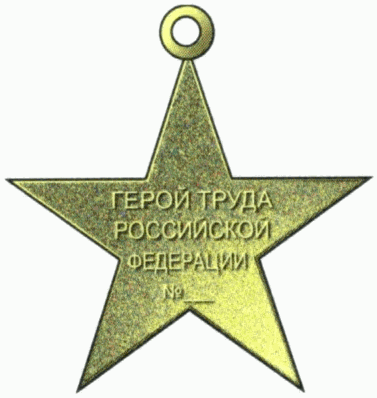
O reverso da Estrela de Ouro
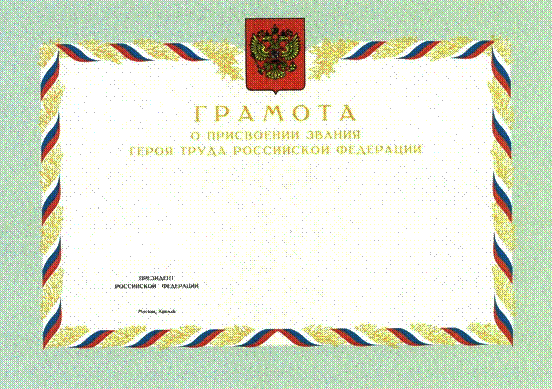
Certificado de atribuição do título
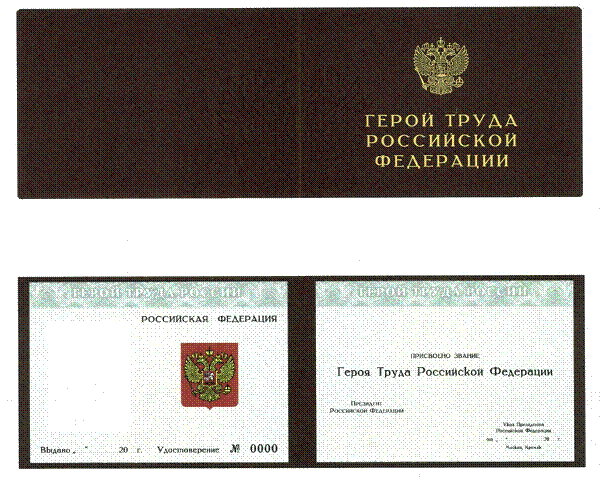
Certificado de Herói do Trabalho

## Análogos do título nas subdivisões da Federação da Rússia
| Herói do Trabalho da República Popular de Donetsk |
| Herói do Trabalho da República de Komi            |
| Herói do Trabalho de Kuban                        |
| Herói do Trabalho de Kuzbass                      |
| Herói do Trabalho de Stavropol                    |
| Herói do Trabalho do Oblast de Tambov             |